# Kоsmos 174
Kosmos 174 foi a designação técnica de uma missão espacial do programa Molniya lançada em 31 de Agosto de 1968, cuja missão original não teve sucesso, pois o satélite não atingiu a órbita pretendida e acabou reentreando em 30 de Dezembro de 1968.